# Szarvaskend, Vas
Szarvaskend  este un sat în districtul Körmend, județul Vas, Ungaria, având o populație de 221 de locuitori (2011). 

## Demografie
Componența etnică a satului Szarvaskend
     Maghiari (98,5%)
     Necunoscut (1,5%)
     Alții (1,5%)
Componența confesională a satului Szarvaskend
     Romano-catolici (48,87%)
     Luterani (31,67%)
     Reformați (2,71%)
     Fără religie (1,81%)
     Necunoscută (14,93%)
Conform recensământului din 2011, satul Szarvaskend avea 221 de locuitori. Din punct de vedere etnic, majoritatea locuitorilor (98,5%) erau maghiari. Apartenența etnică nu este cunoscută în cazul a 1,5% din locuitori. Nu există o religie majoritară, locuitorii fiind romano-catolici (48,87%), luterani (31,67%), reformați (2,71%) și persoane fără religie (1,81%). Pentru 14,93% din locuitori nu este cunoscută apartenența confesională.